# Kai Aareleid

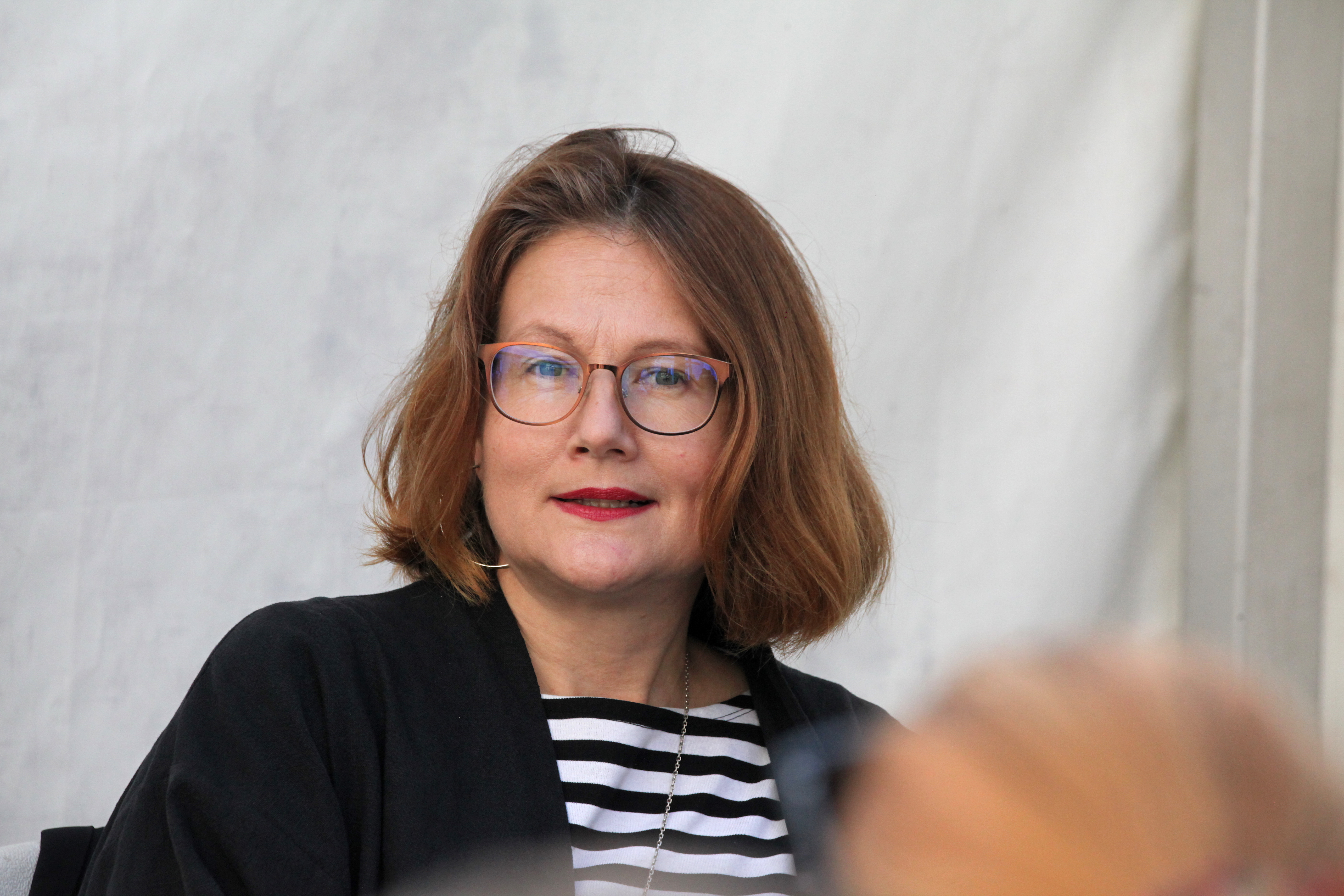
Kai Aareleid (2021)

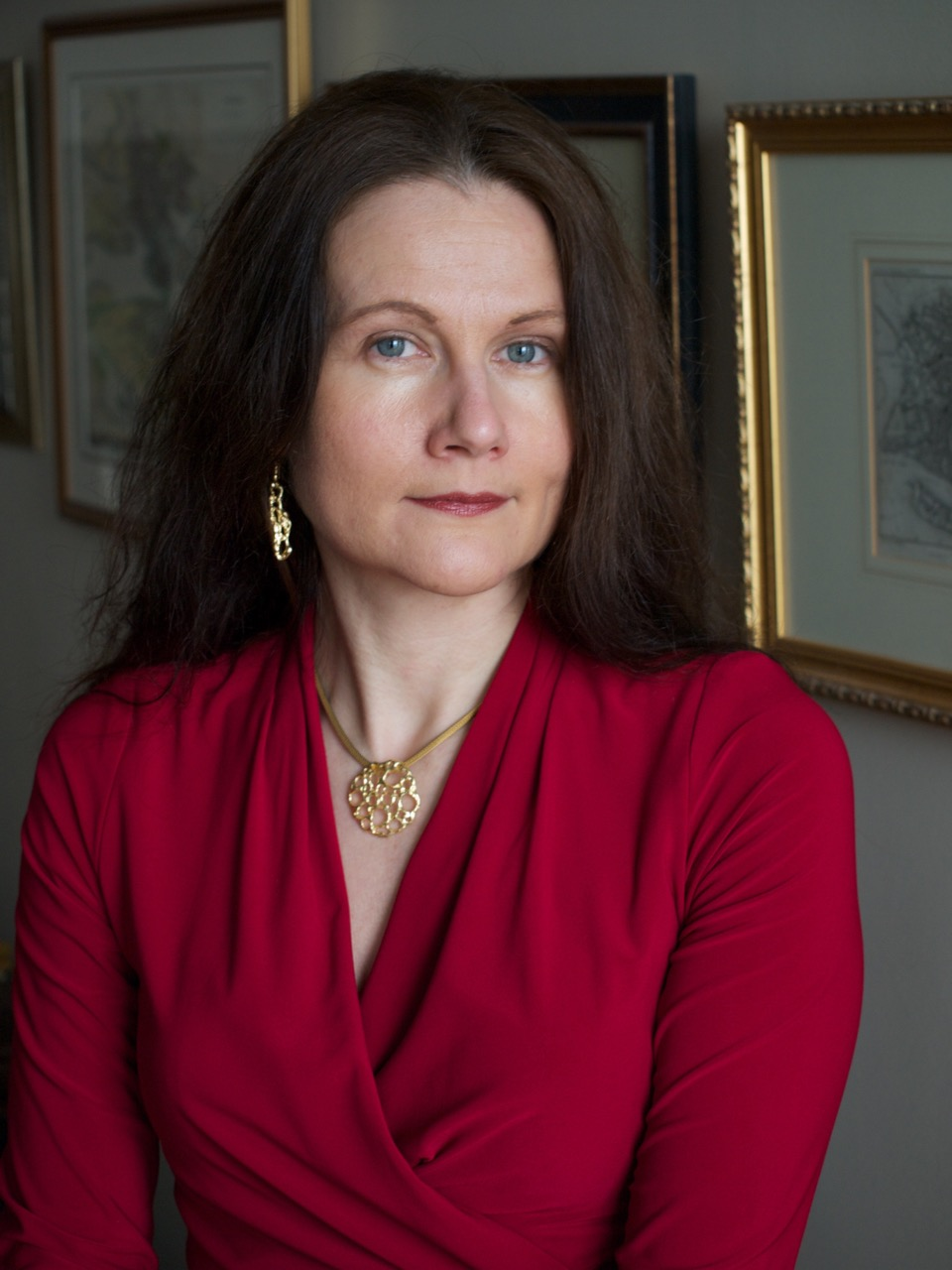
Kai Aareleid (2016)

Kai Aareleid (* 26. September 1972 in Tartu) ist eine estnische Schriftstellerin und Übersetzerin.

## Leben
Kai Aareleid machte 1990 in Tallinn Abitur und studierte danach kurzzeitig an der Universität Tartu Psychologie. Sie ging dann aber schnell nach Finnland und belegte an der Theaterakademie Helsinki den Studiengang Dramaturgie, den sie 1997 mit dem Magister abschloss. Zwischenzeitlich studierte sie unter anderem Spanisch an der Nationalen Autonomen Universität von Mexiko. Anschließend spezialisierte sie sich an der Universität Tallinn als Übersetzerin und Lektorin (2001). Seit 2011 arbeitet sie als Redakteurin bei Loomingu Raamatukogu ('Bibliothek von Looming'), einer der Literaturzeitschrift Looming angegliederten Taschenbuchreihe, in der vorwiegend Übersetzungen publiziert werden. Selbst übersetzt Aareleid aus dem Englischen, Finnischen, Portugiesischen und Spanischen.
Kai Aareleid ist seit 2012 Mitglied des Estnischen Schriftstellerverbandes.

## Literarisches Werk
Erste Novellen von Aareleid erschienen ab 2003 in der Zeitschrift Looming, ihr Buchdebüt erfolgte 2011 mit dem autobiographisch gefärbten Roman Russisches Blut. Ihre Urgroßmutter war Russin und die Autorin selbst lebte einige Jahre in Sankt Petersburg. Der Roman wurde „als eines der bedeutendsten Bücher [des Vorjahrs]“ sehr gelobt und gelangte auf die Shortlist des begehrten Jahrespreises des Kulturkapitals, was mit Debüts eher selten geschieht. Besonders hervorgehoben wurde die „emotionale Ladung“, die in der zeitgenössischen estnischen Literatur ansonsten oft fehle. Außerdem sei begrüßenswert, dass, wie beispielsweise auch im Werk von Andrei Hvostov, das „russische Element“ in der Identität der Esten beleuchtet werde, denn wahrscheinlich hat „die russische Kultur unsere Identität ebenso wenn nicht noch mehr beeinflusst wie die deutschbaltische“. Ein anderer Rezensent fühlte sich an vergleichbare Werke von Jaak Jõerüüt oder Viivi Luik erinnert, die ebenfalls die Erfahrungen ihrer Auslandsaufenthalte in teils fiktiver, teils essayistischer Form zu Papier brachten.
Auf ein großes Echo stieß ihr zweiter Roman Leben und Tod (2016). Er wurde vielfach positiv rezensiert und von Peeter Helme mit Viivi Luiks Roman Der siebte Friedensfrühling (1985, deutsch 1991) verglichen. In dem Roman begibt sich eine 1946 geborene Hauptperson auf die Spurensuche nach ihrem Vater, der starb, als sie sechzehn Jahre alt war. In „84 Kurznovellen, in denen es kein einziges überflüssiges Wort gibt“, wie der Schriftstellerkollege Aarne Ruben es ausdrückte, wird in poetisch reicher Sprache die Nachkriegszeit in Estland anhand einer Familiengeschichte beschrieben.
Aareleids Lyrik, mit der sie später als mit der Prosa begann, erweckte laut einer Kritikerin den Eindruck, als stamme sie von einer „betagten Dichterin“, was indes nicht negativ gemeint war. Vielmehr lobte die Kritikerin die „fröhliche Nostalgie“ japanischen Stils, die sich von der im Westen üblichen traurigen Nostalgie abhebe.
Aareleid hat etliche Romane von Carlos Ruiz Zafón übersetzt, außerdem Werke von Paulo Coelho, Roberto Bolaño und Bruce Chatwin.

## Auszeichnungen
- 2013 Friedebert-Tuglas-Preis
- 2016 Autor des Jahres in Estland
- 2022 Tammsaare-Preis
- 2022: Literaturpreis der Baltischen Versammlung für Vaikne ookean

## Bibliografie
- Vene veri ('Russisches Blut'). Tallinn: Varrak 2011. 200 S.
- Naised teel ('Frauen auf dem Weg' bzw. 'Frauen beim Tee'). Tallinn: Eesti Keele Sihtasutus 2015. 102 S.
- Vihm ja vein ('Regen und Wein'). Tallinn: Eesti Keele Sihtasutus 2015. 63 S.
- Linnade põletamine ('Leben und Tod' bzw. 'Städte verbrennen'[7]). Tallinn: Varrak 2016. 327 S.

Lettische Übersetzung: Pilsētu dedzināšana. Tlk. Maima Grīnberga. Rīga: Lauku Avīze 2017. 336 S.
Englische Übersetzung: Burning Cities. Transl. by Adam Cullen. London: Peter Owen Publishers 2018. 256 S.
Finnische Übersetzung: Korttitalo. Suomentanut Outi Hytönen. Helsinki: S&S: 2018. 333. S.
Auszug auf Deutsch: Städte verbrennen. Übersetzt von Cornelius Hasselblatt, in: Junge Literatur in Europa. 17. Internationale Autorentagung 10. bis 12. November 2016. Redaktion und Layout Marko Pantermöller und Sylke Lubs. Bansin: Hans Werner Richter–Stiftung 2017, S. 97–107.
- Salaelud ('Geheime Leben'). Tallinn: Varrak 2018. 149 S.
- Vaike ookean ('Stiller Ozean'). Tallinn: Varrak 2021. 283 S.

Finnische Übersetzung: Tyyni valtameri. Suomentanut Outi Hytönen. Helsinki: S&S: 2023. 308. S.